# 大東市立住道北小学校
大東市立住道北小学校（だいとうしりつ すみのどうきたしょうがっこう）は、大阪府大東市浜町にある公立小学校。

## 沿革
- 1889年（明治23年）7月15日 - 三箇小学校として開校。
- 1891年（明治24年）6月 - 住道尋常小学校と改称。
- 1904年（明治37年）4月 - 現在地に移転。
- 1913年（大正2年） - 住道尋常高等小学校と改称。
- 1941年（昭和16年）4月1日 - 住道国民学校と改称。
- 1947年（昭和22年）4月1日 - 住道町立住道小学校と改称。
- 1951年（昭和22年）7月6日 - 住道町立住道南小学校（現在の大東市立住道南小学校）を分離し、住道町立北小学校と改称。
- 1956年（昭和31年）4月1日 - 大東市の発足に伴い、大東市立住道北小学校と改称。
- 1972年（昭和47年）4月1日 - 大東市立泉小学校を分離。

## 通学区域
- 住道1・2丁目、赤井1丁目、浜町、三住町、幸町、深野南町、谷川1・2丁目・曙町[1]

※卒業後は基本的に大東市立住道中学校、または大東市立谷川中学校に進学する。